# 林英夫 (政治家)
林 英夫（はやし ひでお、1949年（昭和24年） - ）は日本の政治家、ジャーナリスト。大阪市出身、神戸市育ち。神戸市議会議員を3期務めた。関西学院大学、神戸女学院大学で非常勤講師を歴任した。

## 来歴・人物
関西学院大学社会学部を卒業し、サンテレビジョンに入社。アナウンサー兼報道記者として活動し、1985年から「ニュースEyeランド」のキャスター。1995年の阪神・淡路大震災の際には、被災地から震災報道に当たった。
その後、震災復興や神戸連続児童殺傷事件を報道。「安心・安全」をテーマに神戸新聞などに寄稿し、オピニオンを発信した。
2001年から報道部長を歴任。2003年に退職し、東灘区から神戸市会議員選挙に出馬して初当選、2007年に再選、2011年に3選を果たした。
神戸市会では、無所属議員による「住民投票☆市民力」議員団・幹事長を務めた。
関西学院大学で地方政治学演習、神戸女学院大学でジャーナリズム論の非常勤講師を歴任した。
著書に『安心報道』（集英社新書）がある。

## 出演していた番組
- ニュースEyeランド
  - ニュースEyeランドf
- サンテレビニュース
- ニュースデスク

## 著書
- 『安心報道』（集英社新書）
- 『メディアリテラシー』（実教出版、共著）